# Wodorosty

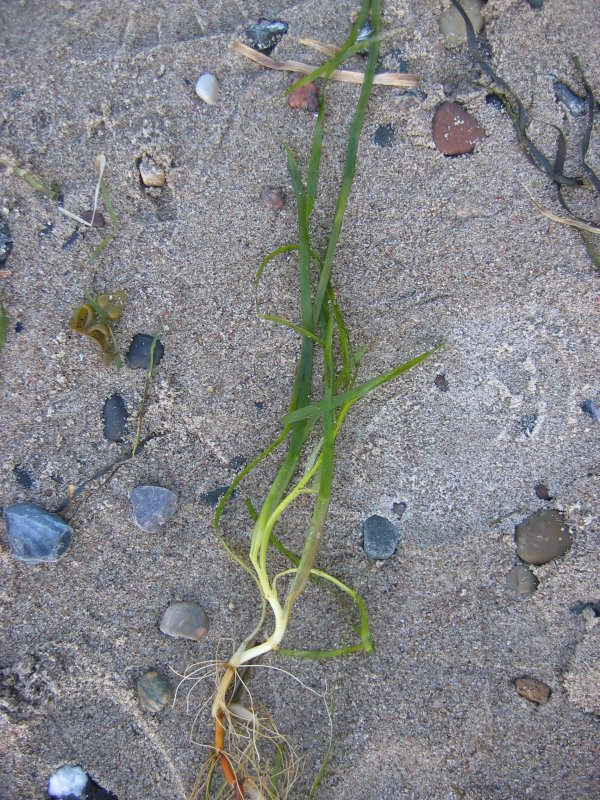
Zostera marina - morska roślina okrytonasienna

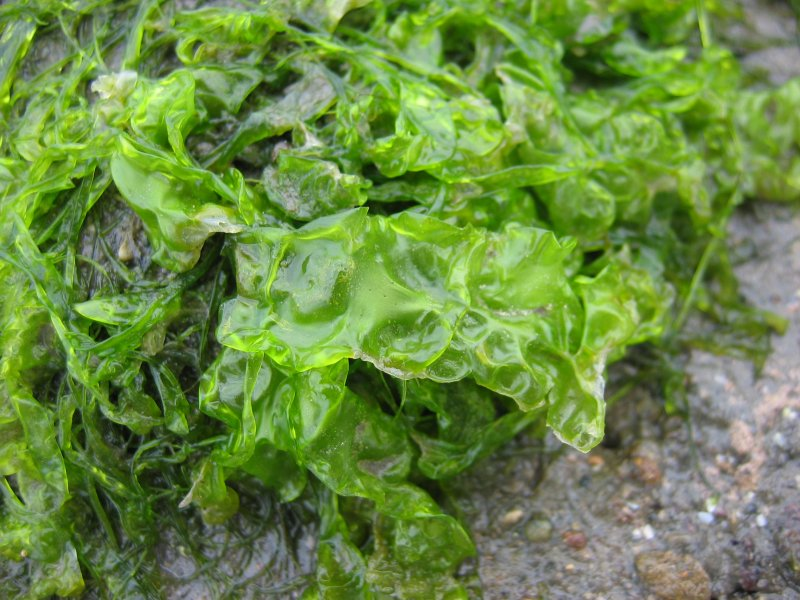
Ulwa sałatowa - zielenica

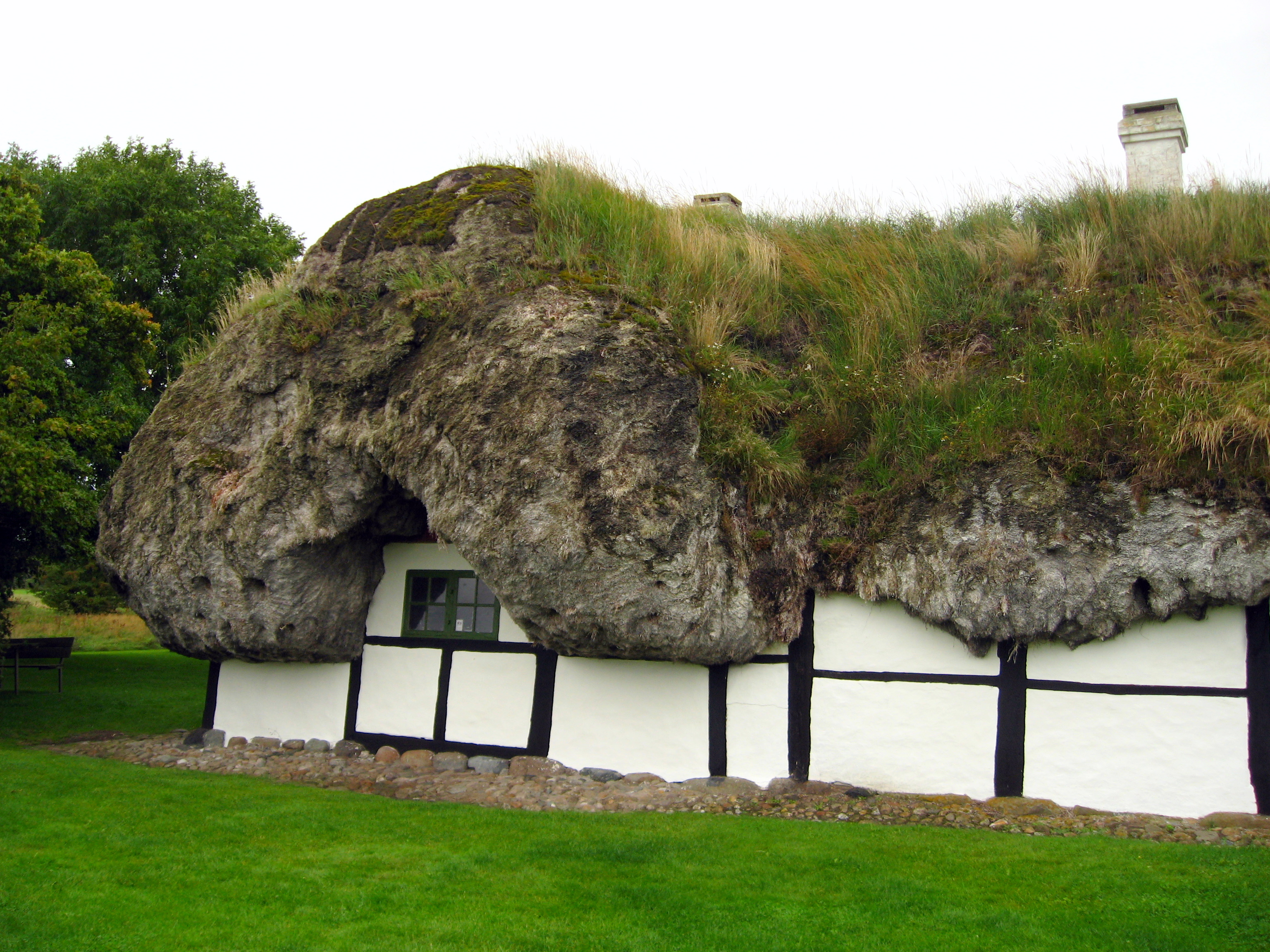
Dach z wodorostów – tradycyjne pokrycie dachowe na duńskiej wyspie Læsø

Wodorosty – potoczna nazwa roślin (i wielokomórkowych roślinopodobnych protistów) wodnych o miękkich ciałach. Współcześnie nieużywana w literaturze naukowej. Nazwa bliskoznaczna to trawa morska. 
Do wodorostów najczęściej zaliczane są duże glony, takie jak brunatnice, krasnorosty, watkowe i ramienice (czasem określane jako makroglony lub makroalgi). Czasem rośliny wodne zanurzone (elodeidy, jak rogatek lub wywłócznik) oraz glony nitkowate (niektóre sinice), uwikłowce, zrostnicowate, jak skrętnica, rzadziej pozostałe makrofity.